# Jan Chądzyński
Jan Chądzyński herbu Ciołek – starosta nurski w 1615 roku, stolnik królewski.
Syn Piotra, żonaty z Barbarą Kiszczanką i Barbarą Ossolińską.
Elektor Władysława IV Wazy z ziemi nurskiej w 1632 roku.